# Vangaindrano
Vangaindrano  je grad na jugoistoku Madagaskara od 24 956stanovnika, administrativni centar Regije Atsimo-Atsinanana i Distrinkta Vangaindrano u Provinciji Fianarantsoa.
Vangaindrano na malagaškom znači gdje smo kupili vodu, to je vjerojatno zbog toga što je nekoć kroz mjesto tekao rukavac rijeke Mananara.
 U Vangaindranu su većinsko stanovništvo Antaisake jedan od malgaških naroda, čija je on neformalna prijestolnica.

## Povijest
Vangaindrano se počeo oblikovati kao grad početkom 20. stoljeća, kad su u mjesto došli živjeti prvi evangelički i katoličkimisionari i osnovali svoje crkve i škole.
U današnjem Vangaindranu postoje osnovne i srednje škole, bolnica, banke, vladini uredi, par manjih hotela (Emeraude, Tropic) i restorana i benzisku stanicu. I u Vangaindranu je kao i u ostalim malgaškim gradovima uobičajeno gradsko prijevozno sredstvo - rikša.Grad ima dva hotela Emeraude i Tropic i lijepu pješčanu plažu zaštićenu koraljnim grebenom - Ampantsinakoho udaljenu 20 km od centra.
Najveće atrakcije su Divovski lonac, prirodno udubljenje u stijeni pored rijeke Mananara i Kanjon Ankalatana na istoj rijeci.

## Zemljopisne i klimatske karakteristike
Vangaindrano leži u aluvijalnoj dolini, 12 km od ušća rijeke Mananara u Indijski ocean.
Vangaindrano je udaljen 476 km od provincijskog središta Fianarantsoe i oko 882 km od glavnog grada Antananarivo. 
Vangaindrano ima tipičnu tropsku klimu s prosječnom dnevnom temperaturom od preko 28 °C.

## Transport, Gospodarstvo
Do Vangaindrano vodi nacionalni magistralni put br. 12, koji je od grada nadalje prema Tolanaro ( oko 250 km) - praktički neprohodan, jer nema mostova preko rijeka i u očajnom je stanju. Cesta do Farafangana duga 75 km je u vrlo dobrom stanju, jer je obnovljena 2004. Na pola puta do Farafangane, nalazi se privatni park Rianambo i Rezervat prirode Manombo.
Vangaindrano ima i mali Aerodrom Vangaindrano (IATA: VND ICAO: FMSU) iz kojeg nema redovnih linija, već se leti jedino po narudžbi.
Vangaindrano je trgovačko središte stočarskog kraja u kojem se najviše 
nomadski uzgajaju goveda zebu.

## Vanjske poveznice
- Localités Vangaindrano (fr.)